# Paul Thomas Anderson
Paul Thomas Anderson (Studio City, Califòrnia, Estats Units) és un director, guionista i productor de cinema estatunidenc.
El 2007 va dirigir la pel·lícula Pous d'ambició, basada en la primera part de la novel·la Oil d'Upton Sinclair, centrada en un milionari del petroli fet a si mateix.
El seu film Pur Vici (Inherent vice) (2014) ambientat a Los Angeles de 1970 on l'investigador privat Larry "Doc" Sportello (Joaquin Phoenix)investiga la desaparició d'una antiga xicota, va ser nominat a dos Òscars, un dels quals a l'adaptació de guió del propi Anderson.
El 2017 va escriure i dirigir El fil invisible (Phantom Thread) llargmetratge centrat en un dissenyador protagonitzat per Daniel Day-Lewis en el món de la moda del Londres dels anys 1950. Va guanyar un Òscar al millor vestuari i va obtenir cinc nominacions més.
Anderson va dirigir sis vídeos musicals per a les germanes Haim, l'àlbum de rock del 2020 "Women in Music Pt. III” que va ser nominada als Grammy com a Àlbum de l'any.
"Licorice Pizza" (2021) va arribar quatre anys després de "Phantom Thread" (2017).

## Filmografia

### Pel·lícules
- Hard Eight (també Sydney) (1996)
- Boogie Nights (1997)
- Magnolia (1999)
- Punch-Drunk Love (2002)
- Pous d'ambició (2007)[5]
- The Master (2012)
- Pur vici (2014)[6]
- El fil invisible (2017)
- Licorice Pizza (2021)

### Curts
- The Dirk Diggler Story (1987)
- Cigarettes and Coffee (1993)
- Flagpole Special (1998)
- Couch (2002)
- Anima (2019)

### Vídeos per a música
- Try per Michael Penn (1997)
- Across the Universe per Fiona Apple (1998)
- Fast as You Can per Fiona Apple (1999)
- Save Me per Aimee Mann (1999)
- Limp per Fiona Apple (2000)
- Paper Bag per Fiona Apple (2000)
- Here We Go per Jon Brion (2002)
- Sapokanikan per Joanna Newsom (2015)
- Daydreaming per Radiohead (2016)
- Present Tense, Jonny, Thom & a CR78 per Radiohead (2016)
- The Numbers per Radiohead (2016)
- Right Now per Haim (2017)
- Valentine per Haim (2017)
- Little of Your Love per Haim (2017)
- Night So Long - Live at the Greek per Haim (2018)
- Summer Girl per Haim (2019)
- Now I'm in It per Haim (2019)
- Hallelujah per Haim (2019)
- The Steps per Haim (2020)
- Man from the Magazine per Haim (2020)